# Goera calcarata
Goera calcarata is een schietmot uit de familie Goeridae. De wetenschappelijke naam is voor het eerst geldig gepubliceerd in 1899 door Nathan Banks.
De soort komt voor in het Nearctisch gebied en is een veel voorkomende soort in het oosten van Noord-Amerika, van Nova Scotia in Canada tot in Alabama, Georgia en South Carolina.
De larven zijn 8 à 9 mm lang en 2 mm breed. Ze beschermen zich door een cilindrische koker van zandkorrels en kleine steentjes, met enkele grotere stenen aan de zijkanten. Goera fuscula maken gelijkaardige kokers. De larven leven op stenen in ondiepe stroompjes. Om te verpoppen hechten ze de koker vast aan een beschutte plaats op een steen in de stroming. Ze sluiten voor- en achterkant van de koker af met een keitje, zodat er nog slechts een aantal gleufvormige openingen rond die steentjes overblijven.